# アルミン酸ナトリウム
アルミン酸ナトリウム（アルミンさんナトリウム、sodium aluminate）は、ナトリウムとアルミニウムを含む無機化合物である。アルミン酸ナトリウムと呼ばれているものには、複酸化物である二酸化ナトリウムアルミニウム NaAlO2 および、ヒドロキシ錯体であるテトラヒドロキシドアルミン酸ナトリウム Na[Al(OH)4] などがある。形式上、二酸化ナトリウムアルミニウムはテトラヒドロキシドアルミン酸ナトリウムの無水物に相当するが、構造上は全く別の物質である。

## 概要
酸化アルミニウムおよび水酸化アルミニウムは両性とよばれるように酸と反応するとアルミニウムイオンを含む塩を生成し、強塩基と反応するとアルミン酸塩を生成するとされている。アルミン酸ナトリウムはアルミニウム、酸化アルミニウムあるいは水酸化アルミニウムなどアルミニウム化合物と、強塩基である水酸化ナトリウムあるいは炭酸ナトリウムなどとの反応により生成する。
金属アルミニウムおよび水酸化アルミニウムは水酸化ナトリウム水溶液に溶解してテトラヒドロキシドアルミン酸ナトリウムを生成する。化学反応式はそれぞれ以下のようになる。
{\displaystyle {\ce {2 Al\ + 2 NaOH\ + 6 H2O -> 2 Na[Al(OH)4]\ + 3 H2}}}
{\displaystyle {\ce {Al(OH)3\ + NaOH -> Na[Al(OH)4]}}}
酸化アルミニウムと炭酸ナトリウムの混合物を高温で融解すると二酸化ナトリウムアルミニウムが生成する。化学反応式は以下のようになる。
{\displaystyle {\ce {Al2O3\ + Na2CO3 -> 2 NaAlO2\ + CO2}}}

## 二酸化ナトリウムアルミニウム
形式上はオキソ酸であるアルミン酸 HAlO2 のナトリウム塩に相当する化学式 NaAlO2 であるが、結晶中には独立したアルミン酸イオン AlO2- は見出されず、ナトリウムとアルミニウムの複酸化物と呼ぶべきものである。5/4水和物 NaAlO2·5/4H2O 結晶中ではアルミニウム原子は四面体型4配位であり、4個の酸素原子に囲まれている。
純粋なものは無色結晶または白色固体であるが、工業品は鉄など不純物を含むため黄褐色を帯びる。潮解性で水に極めて溶解し易く、溶解するとテトラヒドロキシドアルミン酸ナトリウム水溶液となる。水溶液は加水分解により強塩基性を示し、炭酸などの弱酸の存在下でも容易く加水分解して水酸化アルミニウムを沈殿する。空気中の水分や二酸化炭素を吸収して変質しやすい。
{\displaystyle {\ce {NaAlO2\ + 2 H2O -> Na[Al(OH)4]}}}
{\displaystyle {\ce {Na[Al(OH)4]\ + CO2 -> Al(OH)3\ + NaHCO3}}}

## テトラヒドロキシドアルミン酸ナトリウム
アルミニウムや水酸化アルミニウムを水酸化ナトリウム水溶液に溶解した溶液中に存在するが、固体として単離することは困難である。水溶液は加水分解により強塩基性を示し、容易く加水分解して水酸化アルミニウムを沈殿する。ヒドロキシ基を有する有機化合物の存在により加水分解に対して安定化する。水溶液の27Al NMR、赤外分光法、ラマンスペクトルおよびイオン交換により、強塩基性水溶液において低濃度では四面体型の [Al(OH)4]- の存在が示されており、高濃度では Al-O-Al 架橋構造を持つ [(HO)3AlOAl(OH)3]2- の存在が確認されている。
テトラヒドロキシドアルミン酸ナトリウム水溶液と水酸化アルミニウムの固体との間には以下のような溶解平衡が成立する。
{\displaystyle {\ce {Al(OH)3(s)\ +OH^{-}(aq)\rightleftharpoons [Al(OH)4]^{-}(aq)}}}
高温でかつ高濃度の水酸化物イオンの存在下で水酸化アルミニウムの溶解度は増大し、バイヤー法によるボーキサイトからの水酸化アルミニウムの抽出では、熱濃水酸化ナトリウムでアルミニウムを溶解した後、冷却、希釈により水酸化アルミニウムを析出させる。

## 用途
浄水場において、明礬と併用することにより泥を沈殿させるために用いられる。硬水の軟化、製紙、窯業で用いられる。